# Альгуа
Альгуа, Альґуа (італ. Algua, п'єм. Algua) — муніципалітет в Італії, у регіоні Ломбардія, провінція Бергамо.
Альгуа розташована на відстані близько 490 км на північний захід від Рима, 60 км на північний схід від Мілана, 16 км на північ від Бергамо.
Населення — 686 осіб (2014).
Щорічний фестиваль відбувається 16 липня, III^ Domenica Luglio (festa esterna). Покровитель — Богоматір Кармелітська.

## Демографія
Населення за роками:

Станом на 1 січня 2023 року в муніципалітеті офіційно проживали 33 іноземці з 8 країн, серед них 6 громадян країн Євросоюзу та 2 громадяни України.

## Сусідні муніципалітети
- Ав'ятіко
- Бракка
- Коста-Серина
- Нембро
- Сан-Пеллегрино-Терме
- Сельвіно
- Серина
- Цоньо